# Thomas Joannes Stieltjes

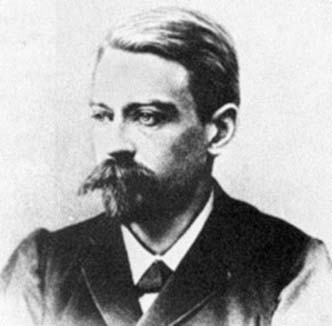
Thomas Jean Stieltjes

Thomas Joannes Stieltjes (häufig auch Thomas Jean Stieltjes; * 29. Dezember 1856 in Zwolle, Niederlande; † 31. Dezember 1894 in Toulouse) war ein niederländischer Mathematiker.
Während seines Studiums hat sich Stieltjes hauptsächlich mit den Arbeiten von Gauß und Jacobi beschäftigt. Sein Interesse lag in den Bereichen Analysis, Kettenbrüche und Zahlentheorie. Nach Stieltjes ist der Begriff des Stieltjesintegrals benannt, der den Integralbegriff von Bernhard Riemann (Riemannintegral) verallgemeinert und ein Spezialfall des  Lebesgueintegrals (nach Henri Léon Lebesgue) ist.

## Leben
Stieltjes’ gleichnamiger Vater war als Bauingenieur für den Bau diverser Häfen um Rotterdam verantwortlich und saß zugleich in den Generalstaaten, dem niederländischen Parlament. Der Sohn studierte ab 1873 am Polytechnikum in Delft. Statt die Vorlesungen zu besuchen, setzte er sich hauptsächlich mit den Arbeiten von Carl Friedrich Gauß und Carl Gustav Jacob Jacobi auseinander, was allerdings dazu führte, dass er seine Prüfungen nicht bestand. Dennoch erhielt er dank der Freundschaft seines Vaters  mit Hendricus Gerardus van de Sande Bakhuyzen (1838–1923), dem Rektor der Universität Leiden, eine Assistentenstelle am Leidener Observatorium.
Kurze Zeit später begann Stieltjes eine lebenslange Korrespondenz mit Charles Hermite. Zunächst war das Thema Himmelsmechanik, wechselte aber rasch zur Mathematik, der er seine Freizeit widmete.
Van de Sande-Bakhuyzen gab am 1. Januar 1883 Stieltjes’ Gesuch statt, die Arbeit im Observatorium aufzugeben und sich intensiver mit Mathematik zu beschäftigen. Im Mai desselben Jahres heiratete Stieltjes Elizabeth Intveld, die seinen Wechsel von der Astronomie zur Mathematik ebenfalls unterstützte. Im September erhielt er einen Ruf des Königlichen Polytechnikums Delft, wo er dann bis Dezember Vorlesungen über Analytische Geometrie und Darstellende Geometrie hielt. Zum Jahresende quittierte er seinen Dienst am Observatorium.
1884 bewarb er sich für einen Lehrstuhl in Groningen. Zunächst angenommen, wurde er in Ermangelung eines Diploms durch das Erziehungsministerium abgewiesen. Hermite und Professor Bierens de Haan sorgten daraufhin dafür, dass er von der Universität Leiden eine Ehrendoktorwürde erhielt, was ihm den Weg zu einer Professur ebnen sollte. 1885 wurde er ehrenhalber in die Königlich Niederländische Akademie der Wissenschaften (Koninklijke Nederlandse Akademie van Wetenschappen, KNAW) aufgenommen und erhielt 1889 die Professur für Differential- und Integralrechnung an der Universität Toulouse. Dort starb er im Alter von nur 38 Jahren. Kurz vor seinem Tod, am 3. Dezember 1894, wurde er als korrespondierendes Mitglied in die Russische Akademie der Wissenschaften in Sankt Petersburg aufgenommen.
1992 wurde ein Mathematisches Forschungsinstitut an der Universität Leiden nach ihm benannt. Es ging 2011 im neu gegründeten niederländischen Mathematikforschungsinstitut WONDER (Wiskunde ONDERzoekschool Nederland) auf. 2002 wurde der Asteroid (30443) Stieltjes nach ihm benannt.

## Schriften
- Correspondence d’Hermite et de Stieltjes. 2 Bände, Gauthier-Villars 1905 (Band 1, Band 2).
- Œuvres complètes. Herausgegeben von der Koninklijk Wiskundig Genootschap (Société mathématique d’Amsterdam). 2 Bände, Noordhoff, Groningen 1914–1918 (Band 1,   Band 2).